# Ye Rongguang
Ye Rongguang (叶荣光; Wenzhou, 3 ottobre 1963) è uno scacchista cinese.
Nel 1990 vinse il campionato nazionale cinese e nello stesso anno diventò il primo Grande maestro della Cina.
Partecipò a tre olimpiadi degli scacchi dal 1988 al 1992. Vinse una medaglia d'argento individuale alle olimpiadi di Lucerna 1992.
Prese parte con la nazionale cinese ai campionati asiatici a squadre del 1987 e 1991, realizzando complessivamente +11 =1 –1. Vinse un oro individuale nel 1991 e un bronzo individuale nel 1987.
Nel torneo interzonale di Manila 1990, vinto da Boris Gelfand, realizzò 6/12, classificandosi 44º su 64 giocatori.
Alcuni altri risultati:
- 1991 :  primo a Bacolod;
- 1994 :  2º-3º a Kuala Lumpur con Eugenio Torre;
- 1995 :  terzo a Pechino;
- 1996 :  1º-3º a Soest con Wojtkiewicz e Rytshagov;
- 1996 :  1º-2º ad Anversa con Loek van Wely e Jeroen Piket.

Si è ritirato da alcuni anni dal gioco attivo. È stato per molti anni allenatore della campionessa del mondo Zhu Chen.